# Mata-Hari-Passage
Die Mata-Hari-Passage war eine urbane Einkaufspassage in der Düsseldorfer Altstadt, die von Ende 1972 bis 2002 existierte. Sie galt als eine der ersten modernen Einkaufspassagen in Deutschland und entwickelte sich zu einem kulturellen Treffpunkt, der sowohl Mainstream als auch Subkultur vereinte. Die Passage erstreckte sich über einen Häuserblock zwischen Flinger Straße, Bolkerstraße und Hunsrückenstraße.

## Geschichte
Die Mata-Hari-Passage wurde Ende 1972 eröffnet. Der an die Tänzerin Mata Hari erinnernde Name wurde von dem Passagen-Besitzer Heinz Cremer (1924–2001) gewählt. Heinz Cremer mit seinem silbernen Vollbart war eine markante Erscheinung, wenn er regelmäßig mit einem Lederschlapphut und einem Afghanen an der Leine durch die Altstadt schlenderte.
Im Jahr 2002 wurde die Passage geschlossen. Ab 2006 übernahm die Fast-Food-Kette Burger King einen Großteil der ehemaligen Verkaufsflächen.

## Architektur und Gestaltung
Die Passage zeichnete sich durch ihren charakteristischen schwarz-weißen Schachbrettboden aus, der als Markenzeichen galt. Sie verfügte über drei Eingänge: an der Hunsrückenstraße, der Bolkerstraße und der Flinger Straße.
Im hinteren Bereich des Grundstücks Bolkerstraße 53 befand sich der Heine-Brunnen, der 1984 von Heinz Cremer und der Heinrich-Heine-Gesellschaft initiiert wurde. Der Brunnen bestand aus historischen Backsteinen aus der Heine-Zeit und war mit einem Abguss der Heine-Büste von Arnold Frische sowie einem Großdruck des Heine-Gedichts „Mein Kind, wir waren Kinder“ versehen. Der Brunnen wurde Ende 2001 geschlossen und 2006 abgebaut.

## Geschäfte und Einrichtungen
Die Passage beherbergte eine Vielzahl von Geschäften und Einrichtungen:
- Modeboutiquen und Schuhläden
- Friseurgeschäft
- Tattoo-Studio
- Café Bistro
- Alternative Plattenläden wie „Sounds Good“ und „Studio 33“
- Club Cabaret

### Café Bistro
Das Café Bistro war ein zentraler Treffpunkt in der Passage. Christian Schröer arbeitete dort zwei Jahrzehnte lang und beschrieb die Passage als „Kleinod“.

### Club Cabaret
Bis zu den frühen 1980er Jahren existierte in der Passage der angesagte Club Cabaret. Der Club verfügte über eine kleine Tanzfläche aus Messing mit einer langen Bar drumherum und einem DJ-Pult. Unter den Gästen sollen gelegentlich auch Mitglieder der Gruppe Kraftwerk gewesen sein. Auch der spätere Pacha-Resident DJ Pippi legte im Cabaret Club auf.

## Prominente Besucher
Zu den bekannten Besuchern der Mata-Hari-Passage zählten, neben Mitgliedern der Gruppe Kraftwerk, die Sängerin Whitney Houston, die als „Superkundin“ beschrieben wurde.

## Kulturelle Bedeutung
Die Mata-Hari-Passage wird im Blog Düssel-Flaneur als „meistvermisster Erinnerungsort der 1980er“ in Düsseldorf bezeichnet. Sie stellte eine Nische zwischen Glamour und Subkultur dar und war für unterschiedliche Personengruppen attraktiv. Die Passage vereinte bunte, grelle und schräge Elemente, blieb aber dennoch mainstreamkompatibel.

## Heutige Nutzung
Nach der Schließung der Passage im Jahr 2002 wurden die Räumlichkeiten umgestaltet:
Ein Großteil der Verkaufsflächen wird seit 2006 von Burger King genutzt, mit Eingängen an der Hunsrücken- und Bolkerstraße.
Im Bereich des ehemaligen Heine-Geburtshauses (Bolkerstraße 53) befindet sich heute die Literaturhandlung Müller & Böhm, die 2006 eröffnet wurde. Die Heine-Büste, die früher den Brunnen in der Passage schmückte, steht heute im Vortragssaal der Buchhandlung.